# Carlos Muñoz Rojas
Carlos Andrés Muñoz Rojas (Valparaíso, 21 aprile 1989) è un calciatore cileno, attaccante del O'Higgins.

## Carriera

### Club
Il debutto da professionista arriva nel 2007, con il Santiago Wanderers, squadra della sua città natale.

### Nazionale
Nel 2011 debutta con la Nazionale cilena.

## Palmarès

### Club

#### Competizioni nazionali
- Supercoppa degli Emirati Arabi Uniti: 1

Al-Ahli Dubai: 2014